# 文盲
文盲，即不識字、無讀寫能力的人。識字量極少而不能正常讀寫的人，常被稱為半文盲。

## 定義
传统意义上的文盲，是不能读书识字的人。
中華人民共和國政府對个人脱盲的标准是：农民识一千五百个汉字，企业和事业单位职工、城镇居民识二千个汉字；能够看懂浅显通俗的报刊、文章，能够记简单的帐目，能够书写简单的应用文。
現代又提出有功能性文盲，即不能识别现代社会符号的人，及不能使用電腦进行学习、交流和管理的人。
2009年，重庆市教育委员会对文盲下了新的定义，即不会理财、不了解用电常识、不遵守红绿灯信号等的人。